# Venus Life Finder
Venus Life Finder — автоматическая межпланетная станция, предназначенная для исследования атмосферы Венеры. Первый частный аппарат для исследования Венеры. Запуск запланирован на 2026 год. Будет оснащен инструментом для поиска органических соединений в атмосфере Венеры.

## Полет
После старта и выхода на НОО будет совершен ряд маневров, включая облет Луны. После этого аппарат достигнет Венеры, в атмосферу которой войдет без парашюта. Зонд будет передавать данные до столкновения с поверхностью.

## Полезная нагрузка
Единственная полезная нагрузка — автофлуоресцентный нефелометр, который будет проецировать луч диодного лазера на атмосферу Венеры через окно из силиката. Во время спуска зонда частицы облаков, проходящие через луч лазера, рассеивают свет, а если они органические, то могут также флуоресцировать. Рассеянный и флуоресцированный свет будет собираться через одно и то же силикатное окно с помощью линзы, из которой можно будет установить наличие органических веществ, а также размер, форму, состав и концентрацию частиц.

## Примечание
1. ↑  Rocket Lab Probe (англ.). MIT. Дата обращения: 5 ноября 2024. Архивировано 8 февраля 2024 года.
2. ↑  The first private mission to Venus will have just five minutes to hunt for life  | MIT Technology Review. web.archive.org (19 января 2024). Дата обращения: 8 октября 2024. Архивировано 19 января 2024 года.
3. 1 2  Darrel Baumgardner, Ted Fisher, Roy Newton, Chris Roden, Pat Zmarzly, Sara Seager, Janusz J. Petkowski, Christopher E. Carr, Jan Špaček, Steven A. Benner, Margaret A. Tolbert, Kevin Jansen, David H. Grinspoon, Christophe Mandy. Deducing the Composition of Venus Cloud Particles with the Autofluorescence Nephelometer (AFN) (англ.) // Aerospace. — 2022-09. — Vol. 9, iss. 9. — P. 492. — ISSN 2226-4310. — doi:10.3390/aerospace9090492. Архивировано 8 октября 2024 года.